# Asphalt: Urban GT 2
Asphalt: Urban GT 2 — перегонова відеогра 2005 року, розроблена та опублікована Gameloft для Nintendo DS, Nokia N-Gage і PlayStation Portable. Також була випущена версія 2.5D Java Platform 2 ME для мобільних телефонів. Є продовженням гри Asphalt: Urban GT 2004 року та друга велика гра серії Asphalt.

## Ігровий процес
Ігровий процес Asphalt: Urban GT 2 часто порівнюють з Burnout, Need for Speed та іншими іграми, оскільки гравці можуть знищувати інших супротивників або поліційні машини. Це можна зробити, втиснувши їх у стіну або протаранивши, використовуючи нітро. Існує лічильник розшуку, який визначає рівень обізнаності поліції про використання нітро, знищення інших суперників або спричинення міського хаосу. Подібно до системи рівня розшуку в Grand Theft Auto — якщо блимає червона лампочка «розшукується», це зазвичай означає, що гравці повинні зробити все можливе, щоб уникнути машин і гелікоптерів поліціянтів — інакше вони можуть бути змушені зупинитися і втратити свої гроші.

## Огляди
| Агрегатор    | Оцінка                          |
| ------------ | ------------------------------- |
| GameRankings | (DS) 65% (Mobile) 62% (PSP) 30% |
| Metacritic   | (PSP) 42/100                    |

| Видання                            | Оцінка |
| ---------------------------------- | ------ |
| Eurogamer                          | 2/10   |
| GameSpot                           | 7.5/10 |
| PlayStation Official Magazine — UK | 5/10   |

Asphalt: Urban GT 2  була зустрінута неоднозначно. GameRankings та Metacritic дали їй оцінку 65% для версії для DS; 62% для мобільної версії; та 30% і 42 зі 100 для версії для PSP.
Френк Прово з GameSpot похвалив покращення гри порівняно з оригіналом, а також вибір ліцензійних транспортних засобів та відповідних модернізацій, але відзначив слабкий штучний інтелект гри. Ендрю Гейворд з Worthplaying, однак, був більш критичним до гри, назвавши її дуже повторюваною в порівнянні з першою. Окрім легкої складності та проблем зі штучним інтелектом, використання ляльок-кішечок також було розкритиковано як «маркетинговий трюк».